# Râul Olanu
Râul Olanu este un curs de apă, afluent al râului Cerna. Se formează la confluența brațelor Stârminos și Olănelul.

## Hărți
- Harta Munții Godeanu  Arhivat în 11 octombrie 2008, la Wayback Machine.